# Diocesi di Raclea
La diocesi di Raclea (in latino Dioecesis Rachlena) è una sede soppressa e sede titolare della Chiesa cattolica.

## Storia
Raclea, identificabile con Marakya o con Rakhlé, è un'antica sede vescovile della provincia romana della Fenicia Prima nella diocesi civile d'Oriente. Faceva parte del patriarcato di Antiochia ed era suffraganea dell'arcidiocesi di Tiro, come attestato da una Notitia episcopatuum del VI secolo.
Due sono i vescovi attribuiti da Le Quien a Raclea. Elia prese parte al concilio provinciale, presieduto dal metropolita Epifanio di Tiro il 16 settembre 518, contro Severo di Antiochia e il partito monofisita, e sottoscrisse la lettera sinodale come "vescovo di Zenopoli", nome che la città aveva in quel periodo. Anastasio fu presente al concilio di Costantinopoli del 553.
Dal 1933 Raclea è annoverata tra le sedi vescovili titolari della Chiesa cattolica; finora la sede non è mai stata assegnata.

## Cronotassi dei vescovi greci
- Elia † (menzionato nel 518)
- Anastasio † (menzionato nel 553)